# Paula (naturreservat)
Paula är ett naturreservat i Arvidsjaurs kommun i Norrbottens län.
Området är naturskyddat sedan 2017 och är 5 kvadratkilometer stort. Reservatet omfattar urskogsartad tallskog på flacka hedar. 